# Burdiwka
Burdiwka (ukr. Бурдівка) – wieś na Ukrainie, w obwodzie odeskim, w rejonie rozdzielniańskim (również przed 2020), w hromadzie Rozdzielna. W 2001 liczyła 764 mieszkańców, wśród których 698 wskazało jako ojczysty język ukraiński, 54 rosyjski, 11 mołdawski, a 1 inny.